# Deutsche Ringermeisterschaften 1932
Die 24. deutschen Meisterschaften im Ringen wurden 1932 in Dortmund ausgetragen.

## Ergebnisse

### Bantamgewicht
| Platz | Sportler         | Stadt/Verein |
| ----- | ---------------- | ------------ |
| 1     | Fritz Ostermann  | Saarbrücken  |
| 2     | Hermann Fischer  | Zweibrücken  |
| 3     | Peter Merscheidt | Mülheim      |

### Federgewicht
| Platz | Sportler             | Stadt/Verein          |
| ----- | -------------------- | --------------------- |
| 1     | Bruno Jaulus         | Köln                  |
| 2     | Sebastian Hering     | RTSG Neuaubing        |
| 3     | Heinrich Schwarzkopf | ASV Siegfried Koblenz |

### Leichtgewicht
| Platz | Sportler        | Stadt/Verein       |
| ----- | --------------- | ------------------ |
| 1     | Eduard Sperling | ASV Heros Dortmund |
| 2     | Jenő Németh     | Köln               |
| 3     | Fritz Weikart   | Sportklub Hörde 04 |

### Weltergewicht
| Platz | Sportler      | Stadt/Verein   |
| ----- | ------------- | -------------- |
| 1     | Oswald Möchel | Mülheim        |
| 2     | Eugen Häßler  | ASV Tuttlingen |
| 3     | Jean Földeák  | Hamburg        |

### Mittelgewicht
| Platz | Sportler      | Stadt/Verein |
| ----- | ------------- | ------------ |
| 1     | Eduard Krämer | Duisburg     |
| 2     | A. Neuß       | Essen        |
| 3     | Fritz Ertle   | Nürnberg     |

### Halbschwergewicht
| Platz | Sportler          | Stadt/Verein       |
| ----- | ----------------- | ------------------ |
| 1     | Heinrich Heitmann | Sportklub Hörde 04 |
| 2     | Fritz Bräun       | ASV Kreuznach      |
| 3     | Julius Ließfeld   | Dessau             |

### Schwergewicht
| Platz | Sportler         | Stadt/Verein              |
| ----- | ---------------- | ------------------------- |
| 1     | Willi Müller     | Köln                      |
| 2     | Kurt Hornfischer | SC Nürnberg 04            |
| 3     | Georg Gehring    | SV Siegfried Ludwigshafen |

## Deutsche Mannschaftsmeister 1932
Deutscher Mannschaftsmeister 1932 wurde der ASV Heros Dortmund. Vizemeister wurde der Titelverteidiger Sportklub Hörde 04. Für Heros Dortmund standen folgende Ringer im Aufgebot: Schönleben, Steinig, Eduard Sperling, Bottner, Laudien, Kallnar, Anton Vogedes.